# Olympische Sommerspiele 2004/Judo
Bei den XXVIII. Olympischen Sommerspielen 2004 in Athen fanden 14 Judo-Wettbewerbe statt, je sieben für Männer und Frauen. Austragungsort war die Ano Liossia Olympic Hall.
Für einen Eklat sorgte der iranische Judoka Ārash Miresmāeli, zweimaliger Weltmeister im Halbleichtgewicht. Er weigerte sich, in der ersten Runde gegen den Israeli Ehud Vaks anzutreten. Allerdings hätte Miresmāeli ohnehin nicht am Wettkampf teilnehmen können, weil er bei der Gewichtskontrolle zu schwer war.

## Bilanz

### Medaillenspiegel
| Platz | Land                | Gold | Silber | Bronze | Gesamt |
| ----- | ------------------- | ---- | ------ | ------ | ------ |
| 1     | Japan               | 8    | 2      | –      | 10     |
| 2     | Volksrepublik China | 1    | 1      | 3      | 5      |
| 3     | Südkorea            | 1    | 1      | 1      | 3      |
| 4     | Georgien            | 1    | 1      | –      | 2      |
| 5     | Deutschland         | 1    | –      | 3      | 4      |
| 6     | Griechenland        | 1    | –      | –      | 1      |
| 6     | Belarus             | 1    | –      | –      | 1      |
| 8     | Russland            | –    | 2      | 3      | 5      |
| 9     | Kuba                | –    | 1      | 5      | 6      |
| 10    | Niederlande         | –    | 1      | 3      | 4      |
| 11    | Frankreich          | –    | 1      | –      | 1      |
| 11    | Nordkorea           | –    | 1      | –      | 1      |
| 11    | Österreich          | –    | 1      | –      | 1      |
| 11    | Slowakei            | –    | 1      | –      | 1      |
| 11    | Ukraine             | –    | 1      | –      | 1      |
| 16    | Brasilien           | –    | –      | 2      | 2      |
| 17    | Belgien             | –    | –      | 1      | 1      |
| 17    | Bulgarien           | –    | –      | 1      | 1      |
| 17    | Estland             | –    | –      | 1      | 1      |
| 17    | Israel              | –    | –      | 1      | 1      |
| 17    | Italien             | –    | –      | 1      | 1      |
| 17    | Mongolei            | –    | –      | 1      | 1      |
| 17    | Slowenien           | –    | –      | 1      | 1      |
| 17    | Vereinigte Staaten  | –    | –      | 1      | 1      |

### Medaillengewinner
| Konkurrenz         | Gold             | Silber           | Bronze                                   |
| ------------------ | ---------------- | ---------------- | ---------------------------------------- |
| Superleichtgewicht | Tadahiro Nomura  | Nestor Chergiani | Chaschbaataryn Tsagaanbaatar Choi Min-ho |
| Halbleichtgewicht  | Masato Uchishiba | Jozef Krnáč      | Yordanis Arencibia Georgi Georgiew       |
| Leichtgewicht      | Lee Won-hee      | Witali Makarow   | Leandro Guilheiro Jimmy Pedro            |
| Halbmittelgewicht  | Ilias Iliadis    | Roman Hontjuk    | Flávio Canto Dmitri Nossow               |
| Mittelgewicht      | Surab Swiadauri  | Hiroshi Izumi    | Mark Huizinga Chassanbi Taow             |
| Halbschwergewicht  | Ihar Makarau     | Jang Sung-ho     | Michael Jurack Ariel Zeevi               |
| Schwergewicht      | Keiji Suzuki     | Tamerlan Tmenow  | Dennis van der Geest Indrek Pertelson    |

| Konkurrenz         | Gold           | Silber              | Bronze                                 |
| ------------------ | -------------- | ------------------- | -------------------------------------- |
| Superleichtgewicht | Ryōko Tani     | Frédérique Jossinet | Gao Feng Julia Matijass                |
| Halbleichtgewicht  | Xian Dongmei   | Yuki Yokosawa       | Ilse Heylen Amarilis Savón             |
| Leichtgewicht      | Yvonne Bönisch | Kye Sun-hui         | Deborah Gravenstijn Yurisleidy Lupetey |
| Halbmittelgewicht  | Ayumi Tanimoto | Claudia Heill       | Driulis González Urška Žolnir          |
| Mittelgewicht      | Masae Ueno     | Edith Bosch         | Annett Böhm Qin Dongya                 |
| Halbschwergewicht  | Noriko Anno    | Liu Xia             | Lucia Morico Yurisel Laborde           |
| Schwergewicht      | Maki Tsukada   | Daima Beltrán       | Tea Dongusaschwili Sun Fuming          |

## Ergebnisse Männer

### Superleichtgewicht (bis 60 kg)
| Platz | Land | Sportler                     |
| ----- | ---- | ---------------------------- |
| 1     | JPN  | Tadahiro Nomura              |
| 2     | GEO  | Nestor Chergiani             |
| 3     | MGL  | Chaschbaataryn Tsagaanbaatar |
| 3     | KOR  | Choi Min-ho                  |
| 5     | IRN  | Masoud Haji Akhondzadeh      |
| 5     | ESP  | Kenji Uematsu                |
| 7     | GER  | Oliver Gussenberg            |
| 7     | GRE  | Revazi Zintiridis            |

Datum: 14. August 2004 

33 Teilnehmer aus 33 Ländern
Tadahiro Nomura ist der erste Judoka überhaupt, der dreimal hintereinander bei Olympischen Spielen die Goldmedaille gewinnen konnte.

### Halbleichtgewicht (bis 66 kg)
| Platz | Land | Sportler           |
| ----- | ---- | ------------------ |
| 1     | JPN  | Masato Uchishiba   |
| 2     | SVK  | Jozef Krnáč        |
| 3     | CUB  | Yordanis Arencibia |
| 3     | BUL  | Georgi Georgiew    |
| 5     | GEO  | Dawit Margoschwili |
| 5     | ESP  | Óscar Peñas        |
| 7     | ARG  | Jorge Lencina      |
| 7     | POR  | João Pina          |

Datum: 15. August 2004 

32 Teilnehmer aus 32 Ländern

### Leichtgewicht (bis 73 kg)
| Platz | Land | Sportler            |
| ----- | ---- | ------------------- |
| 1     | KOR  | Lee Won-hee         |
| 2     | RUS  | Witali Makarow      |
| 3     | BRA  | Leandro Guilheiro   |
| 3     | USA  | Jimmy Pedro         |
| 5     | MDA  | Victor Bivol        |
| 5     | FRA  | Daniel Fernandes    |
| 7     | GEO  | Dawit Kewchischwili |
| 7     | POR  | João Neto           |

Datum: 16. August 2004 

34 Teilnehmer aus 34 Ländern

### Halbmittelgewicht (bis 81 kg)
| Platz | Land | Sportler          |
| ----- | ---- | ----------------- |
| 1     | GRE  | Ilias Iliadis     |
| 2     | UKR  | Roman Hontjuk     |
| 3     | BRA  | Flávio Canto      |
| 3     | RUS  | Dmitri Nossow     |
| 5     | AZE  | Mehman Əzizov     |
| 5     | POL  | Robert Krawczyk   |
| 7     | KOR  | Kwon Yeong-u      |
| 7     | GER  | Florian Wanner    |
| 9     | SUI  | Sergei Aschwanden |

Datum: 17. August 2004 

32 Teilnehmer aus 32 Ländern

### Mittelgewicht (bis 90 kg)
| Platz | Land | Sportler        |
| ----- | ---- | --------------- |
| 1     | GEO  | Surab Swiadauri |
| 2     | JPN  | Hiroshi Izumi   |
| 3     | NED  | Mark Huizinga   |
| 3     | RUS  | Chassanbi Taow  |
| 5     | GBR  | Winston Gordon  |
| 5     | KOR  | Hwang Hui-tae   |
| 7     | ARG  | Eduardo Costa   |
| 7     | AUS  | Daniel Kelly    |
| 9     | GER  | Gerhard Dempf   |

Datum: 18. August 2004 

32 Teilnehmer aus 32 Ländern

### Halbschwergewicht (bis 100 kg)
| Platz | Land | Sportler           |
| ----- | ---- | ------------------ |
| 1     | BLR  | Ihar Makarau       |
| 2     | KOR  | Jang Sung-ho       |
| 3     | GER  | Michael Jurack     |
| 3     | ISR  | Ariel Zeevi        |
| 5     | AZE  | Mövlüd Mirəliyev   |
| 5     | NED  | Elco van der Geest |
| 7     | FRA  | Ghislain Lemaire   |
| 7     | KAZ  | Asqat Schitkejew   |

Datum: 19. August 2004 

33 Teilnehmer aus 33 Ländern

### Schwergewicht (über 100 kg)
| Platz | Land | Sportler             |
| ----- | ---- | -------------------- |
| 1     | JPN  | Keiji Suzuki         |
| 2     | RUS  | Tamerlan Tmenow      |
| 3     | NED  | Dennis van der Geest |
| 3     | EST  | Indrek Pertelson     |
| 5     | ITA  | Paolo Bianchessi     |
| 5     | IRI  | Mahmoud Miran        |
| 7     | TUR  | Selim Tataroğlu      |
| 7     | GER  | Andreas Tölzer       |

Datum: 20. August 2004 

33 Teilnehmer aus 33 Ländern

## Ergebnisse Frauen

### Superleichtgewicht (bis 48 kg)
| Platz | Land | Sportlerin              |
| ----- | ---- | ----------------------- |
| 1     | JPN  | Ryōko Tani              |
| 2     | FRA  | Frédérique Jossinet     |
| 3     | CHN  | Gao Feng                |
| 3     | GER  | Julia Matijass          |
| 5     | ROM  | Alina Alexandra Dumitru |
| 5     | GRE  | Maria Karagiannopoulou  |
| 7     | KOR  | Ye Geu-rim              |
| 7     | POL  | Anna Żemła-Krajewska    |

Datum: 14. August 2004 

22 Teilnehmerinnen aus 22 Ländern

### Halbleichtgewicht (bis 52 kg)
| Platz | Land | Sportlerin         |
| ----- | ---- | ------------------ |
| 1     | CHN  | Xian Dongmei       |
| 2     | JPN  | Yuki Yokosawa      |
| 3     | BEL  | Ilse Heylen        |
| 3     | CUB  | Amarilis Savón     |
| 5     | FRA  | Annabelle Euranie  |
| 5     | ALG  | Salima Souakri     |
| 7     | ROM  | Ioana Maria Aluaș  |
| 7     | GBR  | Georgina Singleton |
| 9     | GER  | Raffaella Imbriani |

Datum: 15. August 2004 

24 Teilnehmerinnen aus 24 Ländern

### Leichtgewicht (bis 57 kg)
| Platz | Land | Sportlerin          |
| ----- | ---- | ------------------- |
| 1     | GER  | Yvonne Bönisch      |
| 2     | PRK  | Kye Sun-hui         |
| 3     | NED  | Deborah Gravenstijn |
| 3     | CUB  | Yurisleidy Lupetey  |
| 5     | ESP  | Isabel Fernández    |
| 5     | FRA  | Barbara Harel       |
| 7     | ITA  | Cinzia Cavazzuti    |
| 7     | RUS  | Natalija Jucharewa  |
| 9     | SUI  | Lena Göldi          |

Datum: 16. August 2004 

23 Teilnehmerinnen aus 23 Ländern

### Halbmittelgewicht (bis 63 kg)
| Platz | Land | Sportlerin            |
| ----- | ---- | --------------------- |
| 1     | JPN  | Ayumi Tanimoto        |
| 2     | AUT  | Claudia Heill         |
| 3     | CUB  | Driulis González      |
| 3     | SLO  | Urška Žolnir          |
| 5     | CAN  | Marie-Hélène Chisholm |
| 5     | ARG  | Daniela Krukower      |
| 7     | FRA  | Lucie Décosse         |
| 7     | PRK  | Hong Ok-song          |
| 9     | GER  | Anna von Harnier      |

Datum: 17. August 2004 

22 Teilnehmerinnen aus 22 Ländern

### Mittelgewicht (bis 70 kg)
| Platz | Land | Sportlerin        |
| ----- | ---- | ----------------- |
| 1     | JPN  | Masae Ueno        |
| 2     | NED  | Edith Bosch       |
| 3     | GER  | Annett Böhm       |
| 3     | CHN  | Qin Dongya        |
| 5     | AUS  | Catherine Arlove  |
| 5     | BEL  | Catherine Jacques |
| 7     | ESP  | Cecilia Blanco    |
| 7     | PRK  | Kim Ryon-mi       |

Datum: 18. August 2004 

23 Teilnehmerinnen aus 23 Ländern

### Halbschwergewicht (bis 78 kg)
| Platz | Land | Sportlerin             |
| ----- | ---- | ---------------------- |
| 1     | JPN  | Noriko Anno            |
| 2     | CHN  | Liu Xia                |
| 3     | CUB  | Yurisel Laborde        |
| 3     | ITA  | Lucia Morico           |
| 5     | UKR  | Anastassija Matrossowa |
| 5     | FRA  | Céline Lebrun          |
| 7     | KOR  | Lee So-yeon            |
| 7     | BRA  | Edinanci Silva         |
| 9     | GER  | Uta Kühnen             |

Datum: 19. August 2004 

21 Teilnehmerinnen aus 21 Ländern

### Schwergewicht (über 78 kg)
| Platz | Land | Sportlerin         |
| ----- | ---- | ------------------ |
| 1     | JPN  | Maki Tsukada       |
| 2     | CUB  | Daima Beltrán      |
| 3     | RUS  | Tea Dongusaschwili |
| 3     | CHN  | Sun Fuming         |
| 5     | UKR  | Maryna Prokofjewa  |
| 5     | TUN  | Insaf Yahyaoui     |
| 7     | VEN  | Giovanna Blanco    |
| 7     | KOR  | Choi Sook-ie       |
| 9     | GER  | Sandra Köppen      |

Datum: 20. August 2004 

22 Teilnehmerinnen aus 22 Ländern